# Gabriel Sempé
Pour les articles homonymes, voir Sempé (homonymie).
Gabriel Sempé (né le 2 avril 1901 à Tarbes et mort dans la même ville le 24 février 1990) est un médecin et athlète français, spécialiste du 110 mètres haies.
Champion de France des 110 mètres haies de 1923 à 1933 puis à nouveau en 1935, il détient le record de France de la discipline de 1925 à 1939 avec un temps de 15 s qu'il abaisse à 14,8 s à Berlin en 1928.

## Biographie

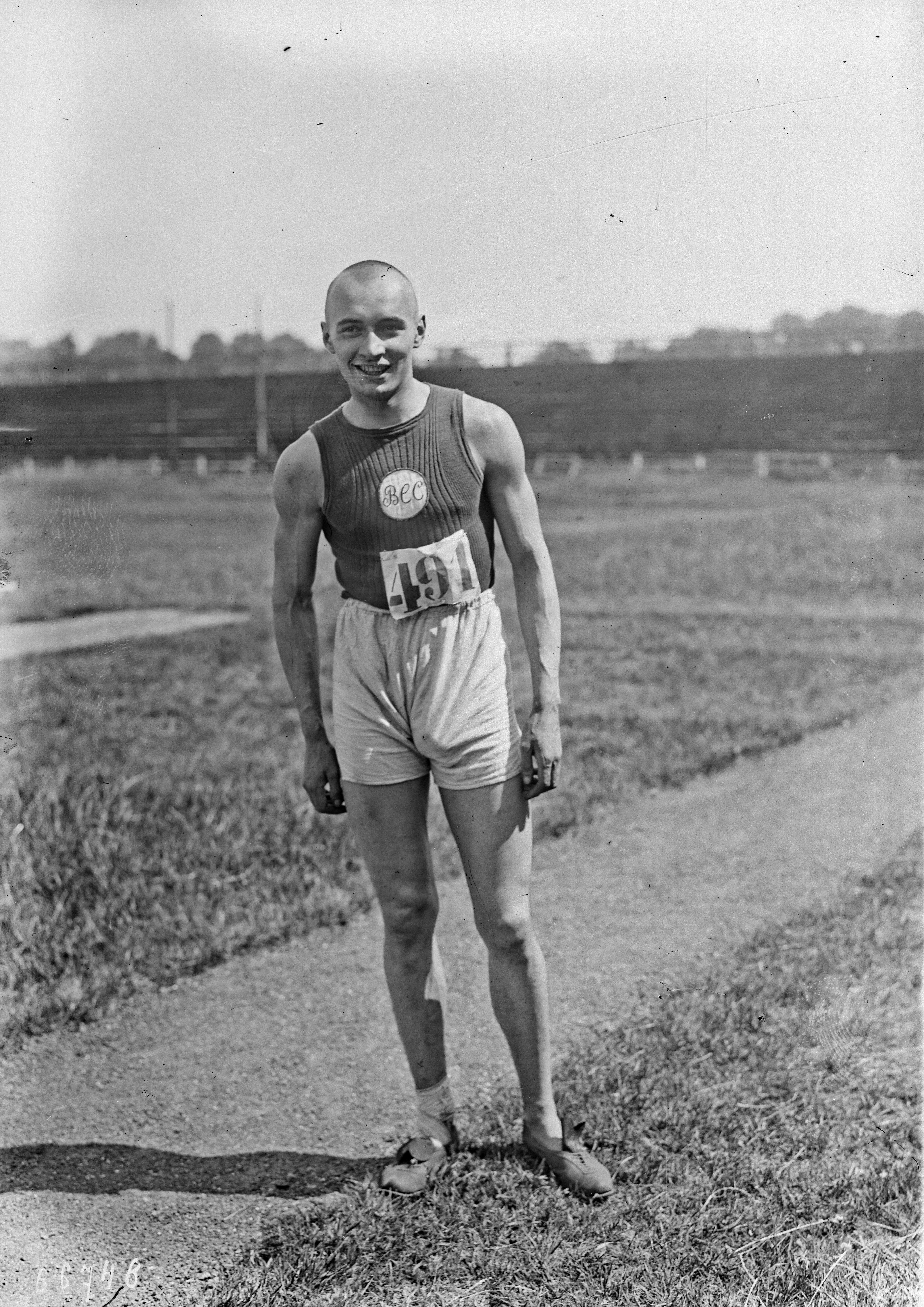
Après un pari avec un dirigeant du BEC, Gabriel Sempé se rase le crane toute l'année 1921 en échange du petit-déjeuner servi tous les matins.

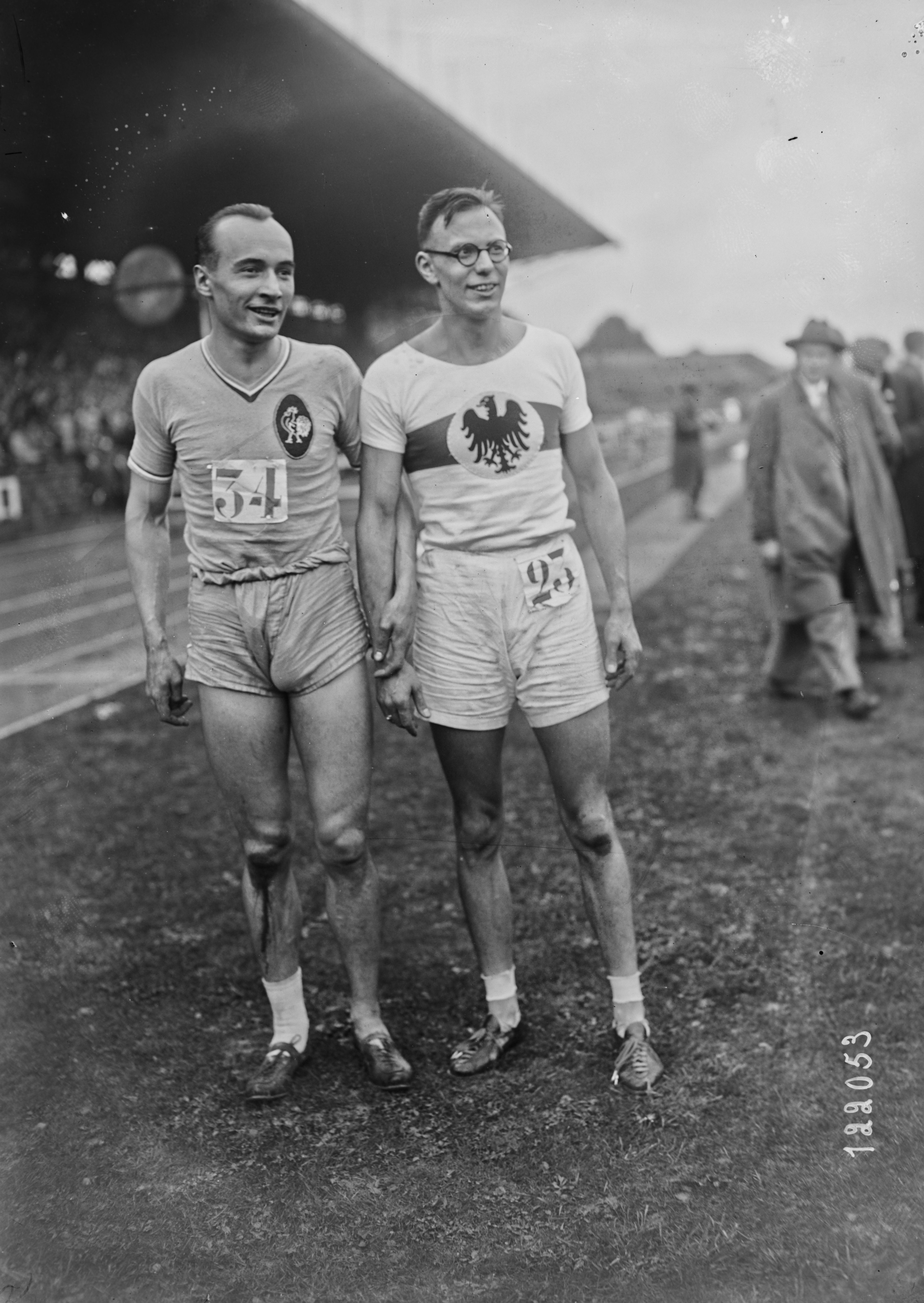
International à dix-neuf reprises, le docteur Sempé (à gauche) remporte cinq grandes victoires internationales sur les haies, notamment contre l'Allemand Heinrich Troßbach (à droite).

Fils d'un médecin de Tarbes, Gabriel Sempé découvre le sport jeune et s'essaie à toutes les spécialités de l'athlétisme. Élève du lycée de Tarbes, « Gaby » se rend à Lyon en 1919 pour disputer le lancer de poids du Prix Bessonneau, championnat junior, qu'il remporte. Classé première catégorie, il dispute l'année suivante le 100 m des Grands Prix d'honneur et est battu par Émile Ali-Khan. Bachelier, Sempé poursuit des études de médecine à Bordeaux et est incité, parce qu'il est grande, souple et rapide, à se concentrer sur l'épreuve des haies.
Troisième des Grands Prix d'honneurs 1921 sur le 110m haies derrière Henry Bernard et Audinot, il s'affirme comme le successeur de Géo André qui l'affirme lui-même dès 1922 alors que Sempé termine vice-champion de France derrière lui,. Crane rasé après un pari avec un dirigeant du club, il s'affirme comme un athlète complet, capable de sauter 7,06 m au saut en longueur ou 1,80 m au saut en hauteur.
En juin 1923, Sempé remporte sept titres de champion de France universitaire au Stadium de Bordeaux et bat trois records nationaux universitaires en lancer de poids (11,21 m), lancer du disque (35,53 m) et en 110 m haies (15,6 s), aidé par l'absence de nombreux jeunes athlètes empêchés par la proximité avec les examens,,.
Sélectionné par la commission de la fédération française d'athlétisme pour les Jeux olympiques de 1924 de Paris après avoir remporté le championnat de France sur 110m haies en le 22 juin 1924, Sempé arrive en série tout juste guéri d'une angine. Deuxième de sa série et qualifié pour les demi-finales du 110 m haies, il y est devancé par George Guthrie (en) et Sid Atkinson et manque de peu la finale. La semaine suivante, il abandonne lors de l'épreuve du décathlon. En août, Sempé égale le record de France en courant le 110m haies de Bruxelles en 15,4 s mais celui-ci n'est pas officialisé car il a renversé un obstacle,. En septembre, lors d'une compétition organisée par la J.S. Tarbaise, Sempé réalise les performances suivantes : 1,86 m au saut en hauteur, 12,41 m au lancer du poids, 36,15 m au lancer du disque et 3,05 m au saut à la perche.
En 1925, lors de la rencontre entre les athlètes français et suisse au stade olympique de Colombes, Sempé court en 15 s, améliorant de quatre dixièmes de seconde le record de France et s'approchant à deux dixièmes de seconde du record du monde. Un mois plus tard, lors de la rencontre internationale contre la Suède, il est battu d'un mètre par Sten Pettersson et égale son record de 15 s.
En 1928, aux Jeux olympiques d'Amsterdam, il est éliminé en demi-finale du 110 m haies. Le même année, il améliore le record de France du 110 mètres haies qu'il porte à 14 s 8 à Berlin lors d'une rencontre internationale France-Allemagne.
En 1943, bien qu'il soit quadragénaire, Sempé court le 110 m haies en 16,1 s. Cette même année, il devient père d'un fils prénommé Robert.
En 1963, Gabriel Sempé connait à nouveau un moment de gloire nationale en faisant gagner sa ville de Tarbes contre Dax dans le jeu télévision Intervilles.

### Palmarès
Gabriel Sempé est le spécialiste français du 110 m haies dans les années 1990 et remporte douze titres de champion de France de la discipline entre 1923 et 1935.
- Championnats de France d'athlétisme :
  - vainqueur du 110 m haies à 12 reprises, dont onze fois consécutivement, en 1923, 1924, 1925, 1926, 1927, 1928, 1929, 1930, 1931, 1932, 1933 et 1935

### Records
| Épreuve     | Performance | Lieu   | Date             |
| ----------- | ----------- | ------ | ---------------- |
| 110 m haies | 14 s 8      | Berlin | 2 septembre 1928 |

## Postérité
En septembre 2015, à l'initiative de son petit-fils Pierre, une exposition en son hommage à l'hôtel de ville de Tarbes revient sur son parcours. Elle est ensuite déplacée aux archives municipales de la ville où l’exposition est visible de juin à juillet 2016.